# Merops (König der Äthiopier)
Merops (altgriechisch Μέροψ Mérops) war in der griechischen Mythologie ein sagenhafter König von Äthiopien,
Gatte der Klymene, mit der Helios den Phaeton zeugte.